# Isabel García Muñoz
Isabel García Muñoz (nascida em 1977) é uma política espanhola que foi eleita deputada ao Parlamento Europeu em 2019.

## Juventude e carreira
Nasceu a 3 de março de 1977 em Saragoça, concluiu os estudos de Engenharia de Telecomunicações na Universidade de Saragoça e trabalhou também para o Instituto de Investigação em Engenharia do Departamento de Biomecânica de Aragão.

## Carreira política
García tornou-se vereador municipal de Muel em 2007 e membro das Cortes de Aragão nas eleições nacionais de 2015.
García, que concorreu em 19.º na lista do Partido Socialista dos Trabalhadores da Espanha para as eleições de 2019 para o Parlamento Europeu na Espanha, foi eleita eurodeputada. Foi vice-presidente da Comissão do Controlo Orçamental e membro da Comissão dos Transportes e Turismo.
Além das suas atribuições nas comissões, García é membro do Intergrupo do Parlamento Europeu sobre Deficiência.